# Посёлок имени Ленина (Воронежская область)
Им. Ленина — посёлок в Ольховатском районе Воронежской области России.
Входит в состав Караяшниковского сельского поселения.

## География
Расположен в 25 километрах к северо-западу от поселка Ольховатка.

### Улицы
- ул. Ветеранов Труда
- ул. Заречная
- ул. Луговая
- ул. Стаханова

## История
Такое наименование посёлок носит с 1918 года и назван в честь Владимира Ильича Ленина.

## Население
| 2010 |
| ---- |
| 85   |